# Bolchegeek
Bolchegeek est le nom de la chaine YouTube animée par Benjamin Patinaud et Kathleen Brun depuis 2014. Le chaine parle de culture populaire sous un angle politique de gauche radicale. Elle traite de comics, séries télévisées et films comme Les Fils de l'homme, d'Alfonso Cuarón ou la saga de films John Wick.
Benjamin Patinaud participe en décembre 2019 avec une centaine d'autres participants au Stream Reconductible (ou Recondustream), une mobilisation sur la plateforme de streaming vidéo Twitch contre le projet de réforme des retraites en France.
En 2023, Benjamin Patinaud publie Le Syndrome Magneto, un ouvrage du même nom qu'une vidéo publiée sur la chaine en 2019 et en qui développe davantage les propos sur le traitement des antagonistes.
Bolchegeek anime depuis septembre 2022 sur la chaine YouTube du média L'Humanité, l'émission POPulaire.
Benjamin Patinaud anime une émission consacrée à Internet, Deep Web Fantasia, depuis octobre 2024 avec Pacôme Thiellement, ainsi que l'émission Corporate avec le vidéaste Le Fils De Pub sur la chaine YouTube du média Blast.

## Publications

### Ouvrages
- Benjamin Patinaud, Le Syndrome Magneto, Au diable vauvert, 2023, 448 p. (ISBN 979-10-307-0596-6)[10],[11]